# めっちゃぎふわかるてれび
めっちゃぎふわかるてれびは、2022年（令和4年）4月8日からぎふチャンで毎週金曜日に放送されている情報番組である。

## 概要
- 岐阜県民の自慢を集めて、つい“めっちゃわかる”と共感する情報を届ける。“めっちゃわかる”は、SNS上で「共感」を意味するキーワード。誰でも気軽に参加、身近な自慢をアピール。多彩な自慢を集めて岐阜県民の「共感」の輪が繋がる番組を目指している。
- 岐阜県の形をモチーフにした番組SNSキャラクター「めっちゃぎふ犬」がある。
- スタジオセットは岐阜市のアクリル作家・高井里華が担当している[1]。
- 2024年4月からは、新たなコーナーとして「めっちゃわかるニュース解説」が設けられ、2024年3月まで放送されていたフォーカスぎふの内容の一部を事実上取り込んでいる。

## 出演者
- メインMC：東千晴（岐阜放送アナウンサー）（2023年4月〜）
- 週替わりアシスタント：川村朋未[2]、三浦志麻[3]、平工靖也

### 過去の出演者
- 加藤るみ（2022年4月〜2023年3月。メインMC）
- 笠原ゆめみ（アシスタント）
- 白井友理（アシスタント）
- 仁田尾美菜（アシスタント）

## 番組内コーナー
- めっちゃわかるニュース解説 - ニュースの現場の最前線に立つ記者、日々のニュースを取りまとめるデスクが、注目の話題を深掘りする。

- めっちゃぎふハンター[4] - SNSや県民の情報提供をもとに、番組で気になった岐阜のエリアに出かけて勝手に検証する。

- FC岐阜てれび[5] - FC岐阜の応援コーナー。FC岐阜の試合の中からこどもたちの参考になるプレーの紹介や、選手の特技を視聴者が投稿動画で参加する企画もある。

- めっちゃぎふスポーツ[6] - 県内クラブチームの期待の新星をシリーズで伝える。

- うちらの学校の一番星（スーパースター）[7] - スポーツや文化に打ち込む青春まっただなかの生徒や学校の人気者、学校のスーパースターを自薦、他薦問わず紹介する。

- めっちゃまちづくり - 岐阜市の中心市街地の賑わいに向けた取組レポート。

- Hida topics - 飛騨地域のニュースをピックアップして紹介する。

- 日本まんなか直送便
- 月間プレゼント
- コメント動画ゲスト（宣伝）

### 過去の番組内コーナー
- スタートダッシュ - 岐阜県内の企業で働く若手社員に、やりがいや夢を語ってもらうコーナー。

- はなまるアニまるGP[8] - 動物の特技や萌えポイントを動画でプレゼンテーション。月間チャンピオンにはプレゼントを贈呈。

## 放送時間
- 金曜日21:05 - 21:54（2024年10月 - ）

### 過去の放送時間
- 金曜日　20:05 - 20:57（2022年4月 - 2023年3月）
- 金曜日　20:20 - 20:57（2023年4月 - 2024年3月）
- 金曜日　20:00 - 20:52（2024年4月 - 2024年9月）
- 金曜日　21:05 - 21:54（2024年10月 - ）

## めっちゃぎふセレクション
- 2024年4月11日開始。過去の「めっちゃぎふわかるてれび」内で紹介したコーナーを選りすぐり、集めたものを放送する。放送時間は木曜・21:00 - 21:24。2024年6月から土曜・12:00 - 12:28。2025年1月からは、土曜・12:00 - 12:30。2025年6月から土曜・12:00 - 12:25。

## ミニ情報番組
情報FRESH
岐阜県で開催されているイベントや「ぎふチャンからのお知らせ（ぎふチャン公式LiNE・懐かしアニメスペシャル）」をまとめて紹介する。
- 放送時間

月曜・水曜 18:20 - 18:25/火曜　- 水曜 23:06 - 23:10/木曜 20:54 - 20:58、21:56 - 22:00、23:55 - 24:00 / 金曜 18:50 - 18:55 / 日曜 23:25 - 23:30
- 過去の放送時間

月曜・水曜 21:57 - 22:00╱火曜～木曜 23:55 - 24:00╱金曜 18:53 - 18:55
月曜 21:57 - 22:00╱水曜 23:03 - 23:06╱月曜 -　水曜 23:55 - 24:00╱木曜 23:55 - 24:00╱金曜 18:53 - 18:55
月曜 21:57 - 22:00╱月曜〜水曜 23:06 - 23:10╱火曜 23:55 - 24:00╱木曜 19:57 - 20:00、20:54 - 20:57、21:56 - 22:00
月曜 - 金曜 18:20 - 18:25╱月曜 23:55 - 0:00/火曜　- 水曜 23:06
火曜 18:20 - 18:25╱月曜 21:57 - 22:00/木曜 20:54 - 20:57、21:56 - 22:00/金曜 18:50 - 18:55
月曜 - 火曜 23:55 - 0:00/火曜　- 水曜 23:06 - 23:10╱木曜 19:57 - 20:00
情報ケチャップ〜Catch Up〜（放送終了）
岐阜市内のテイクアウトの店舗を応援するために、岐阜商工会議所などが共同で開設しているWebサイト『ウチ店いいね！』に掲載されている店を紹介する。
- 放送時間

木曜 21:55 - 22:00※2024/6/27（最終回）
ぎふスポ☆キッズ（放送終了）
スポーツに取り組む子供たちが最先端のAIカメラでスポーツ大会を撮影・映像配信。それを手伝う告知番組。
- 放送時間

金曜 18:53 - 18:55
マーサ21プレゼンツ こころ、動く、出会いを
視聴者（個人、家族、グループ等）が、叶えたい夢とその理由を語った映像を投稿。採用された映像は番組やSNSで公開される。毎週、マーサ21で、来場者に「夢」についてインタビューした模様を放送している。
- 放送時間

金曜 19:57 - 20:00
スギ薬局presents教えて!薬大先生
薬学という視点からシニア層が健康と向き合える情報を届ける。岐阜薬科大学教授が出演し、月間テーマをもとに薬学を交えた豆知識や、薬にまつわる情報も紹介。岐阜薬科大学が協力している。
- 放送時間

金曜 21:54 - 21:58
- コーナー
  - 今日のポイント - 放送した内容を分かりやすくまとめる。
  - 視聴者プレゼント - スギ薬局の商品券などが当たる、プレゼントのキーワードが表示され、応募方法が放送される。

## 関連番組
- ぎふナビ!